# Rubi (Fußballspieler)
Rubi, bürgerlich Joan Francesc Ferrer Sicilia (* 5. Februar 1970 in Vilassar de Mar, Maresme), ist ein ehemaliger katalanischer Fußballspieler und heutiger Fußballtrainer.

## Karriere
Rubi spielte für mehrere kleinere spanische Klubs Profifußball: UE Vilassar de Mar (1989–1992), AEC Manlleu (1992–1994), Espanyol Barcelona B (1994–1995), CE l’Hospitalet (1995–1996), FC Pontevedra (1996–1997), FC Terrassa (1997–1998) und wieder UE Vilassar de Mar (1998–2001).
Er hatte den Zweitligisten FC Girona in der Saison 2012/2013 überraschend in das Play-off-Finale geführt, den Aufstieg in die spanische Primera División aber knapp verpasst. Zur Saison 2013/14 heuerte er beim FC Barcelona als Assistenztrainer an. Anschließend war Rubi als Cheftrainer bei Real Valladolid, UD Levante, Sporting Gijón, SD Huesca, Espanyol Barcelona und Betis Sevilla angestellt.
Am 28. April 2021 wurde er Cheftrainer des Andalusischen Zweitligisten UD Almería, mit denen er in der Saison 2021/22 auch Zweitligameister würde und in die Primera División aufstieg. In der Saison 2022/23 konnte er den Klassenerhalt sichern, da der Vertrag am Ende der Saison auslief, war er in der Saison 2023/24 vereinslos.
In der Saison 2024/25 wurde er zum zweiten Mal Cheftrainer bei seinem vorherigen Club UD Almería, die in der Saison 2023/24 aus der Primera División abgestiegen sind.